# 乔克·斯特罗克
乔克·斯特罗克（英語：Jock Sturrock，1915年5月14日—1997年7月11日），澳大利亚男子帆船运动员。他曾代表澳大利亚参加1948年、1952年、1956年和1960年夏季奥林匹克运动会帆船比赛，其中1956年奥运会获得一枚铜牌。